# Funes (ort i Colombia, Nariño, lat 1,00, long -77,45)
Funes är en ort i Colombia.   Den ligger i departementet Nariño, i den sydvästra delen av landet, 500 km sydväst om huvudstaden Bogotá. Funes ligger 2 278 meter över havet och antalet invånare är 2 508.
Terrängen runt Funes är bergig söderut, men norrut är den kuperad. Runt Funes är det ganska glesbefolkat, med 43 invånare per kvadratkilometer. Närmaste större samhälle är Guaitarilla, 17,9 km nordväst om Funes. Omgivningarna runt Funes är en mosaik av jordbruksmark och naturlig växtlighet.